# 厚揚げ

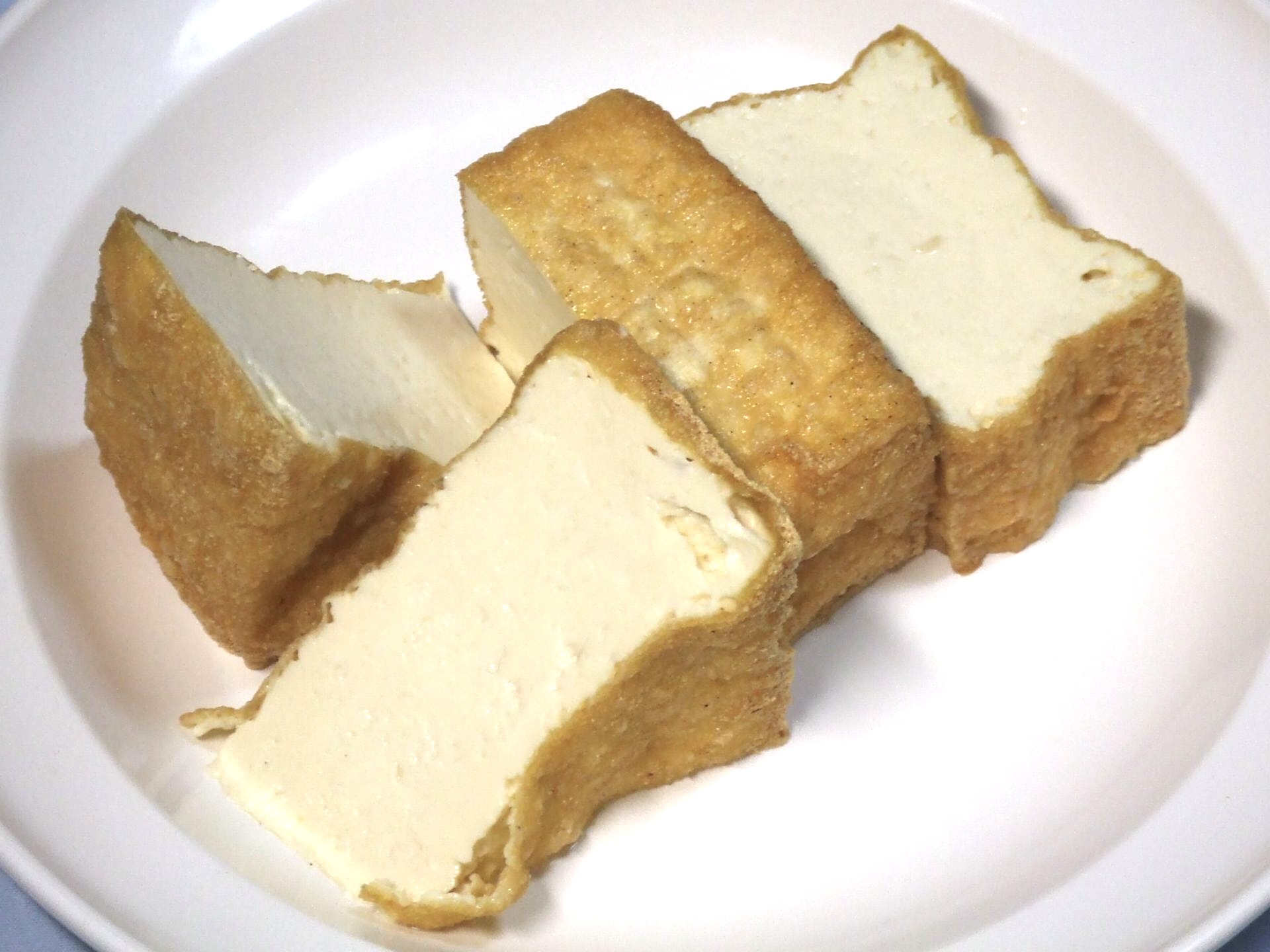
日本の厚揚げ

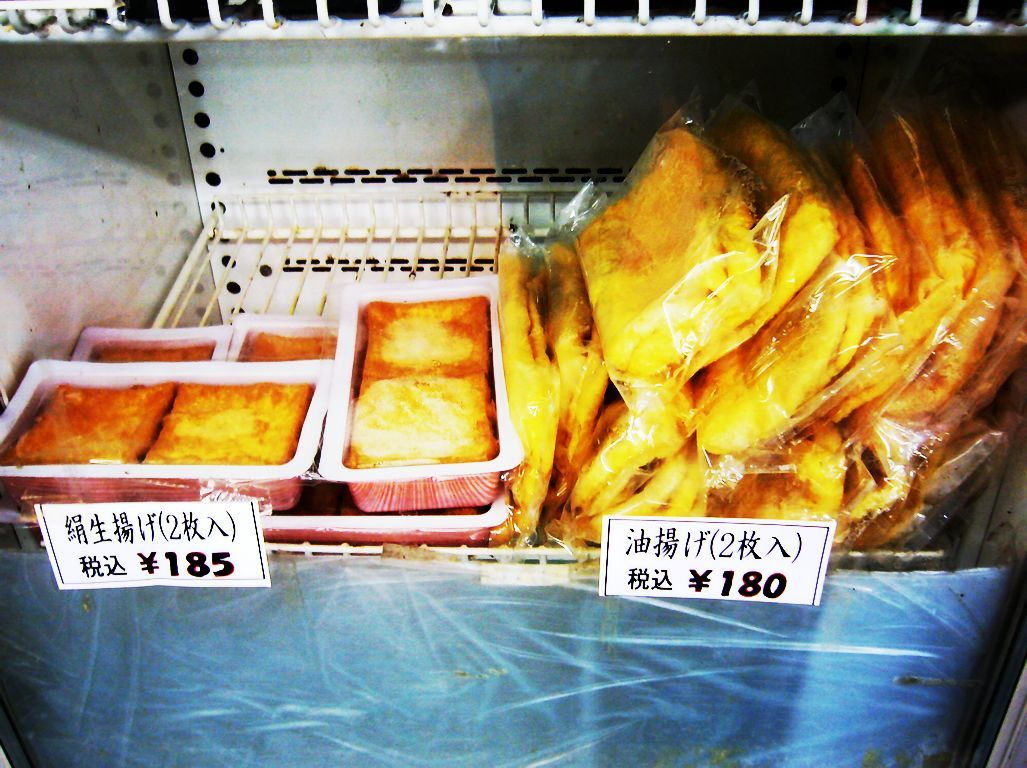
絹生揚げと油揚げ

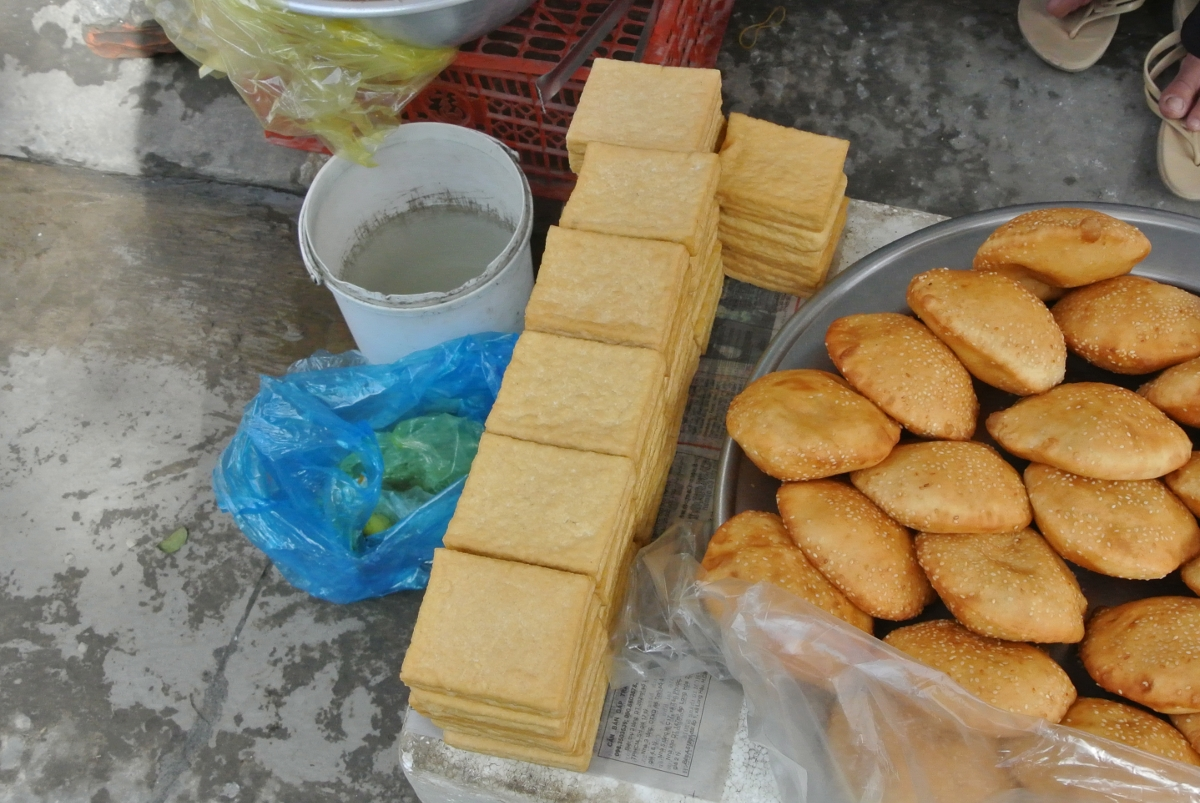
ベトナムの厚揚げ。キエンザン省ヴィントゥアン県にて。

厚揚げ（あつあげ）は、豆腐を厚めに切り油で揚げた食品であり、揚げ豆腐の一種。

## 名称
油揚げとは違い、内部が豆腐の状態を保つように十分には揚げないので、「生揚げ（なまあげ）」とも呼ばれる。
台湾では「油豆腐（ゆとうふ）」と呼ぶ。

## 概要
表面のみを油で揚げることで、豆腐の食感を残したまま香ばしさが加わっているため、煮物にした際の味の染み込みも良い。また、絹ごし豆腐を使用したものは「絹厚揚げ」と呼ばれ、通常の生揚げよりも柔らかく食感がなめらかである。最近では、もっちりとした食感のものなども販売されている。
作り方は、しっかり水を切った豆腐を半丁程度に切り、180℃から200℃の高温の油で揚げる。表面が濃いきつね色になったら、油から引き上げる。「生揚げ」の名の通り、十分に揚げないまま中身を生豆腐の状態に保つことが要点である。
油揚げのように調味しない料理が多く、焼いたり（厚揚げ焼き・焼き厚揚げ）煮たり暖めて生姜醤油で食べることもあり、その他は、おでんの種にしたりすることが多い。おでん以外の煮物料理も多い。
なお、ベトナムにも厚揚げ豆腐に相当するものがある。